# Сијера Леоне на Светском првенству у атлетици у дворани 2014.
Сијера Леоне је учествовала на Светском првенству у атлетици у дворани 2014. одржаном у Сопоту од 7. до 9. марта. Сијера Леоне је пријавила за једанаесто учествовање на светским првенствима у дворани једног атлетичара који је требало да се такмичи у трци на 60 метара.,
На овом првенству Сијера Леоне нису освојили ниједну медаљу нити је остварен неки рекорд.

## Учесници
Мушкарци:
- Solomon Bockarie — 60 м

## Резултати

### Мушкарци
| Атлетичар        | Дисциплина | Лични рекорд | Квалификације  | Квалификације  | Полуфинале           | Полуфинале           | Финале               | Финале               | Детаљи |
| Атлетичар        | Дисциплина | Лични рекорд | Резултат       | Место          | Резултат             | Место                | Резултат             | Место                | Детаљи |
| ---------------- | ---------- | ------------ | -------------- | -------------- | -------------------- | -------------------- | -------------------- | -------------------- | ------ |
| Solomon Bockarie | 60 м       | 6,82         | Није стартовао | Није стартовао | Није се квалификовао | Није се квалификовао | Није се квалификовао | Није се квалификовао |        |